# Reidar Lund
Reidar Lund (Råde, 14 agosto 1953) è un ex calciatore norvegese, di ruolo attaccante.

## Carriera

### Club
Lund cominciò la carriera con la maglia del Fredrikstad. Esordì in squadra in data 1º giugno 1972, nel primo turno dell'edizione stagionale della Coppa di Norvegia, nella vittoria per 0-2 sul campo del Rolvsøy. La prima rete arrivò il 1º ottobre successivo, in una sfida contro il Rosenborg. Vinse la Coppa di Norvegia 1984, unico trofeo che si aggiudicò in carriera. Con 325 presenze complessive, è il calciatore con più apparizioni nella storia del Fredrikstad. Successivamente, vestì le maglie di Råde e Tistedalen.

### Nazionale
Conta 4 presenze per la Norvegia under 21. Vi debuttò il 30 ottobre 1974, nella sconfitta per 2-0 contro la Jugoslavia under 21.

## Palmarès

### Club

#### Competizioni nazionali
- Coppa di Norvegia: 1

Fredrikstad: 1984